# Округ Вудсон (Канзас)
Округ Вудсон (енгл. Woodson County) је округ у америчкој савезној држави Канзас. По попису из 2010. године број становника је 3.309. Седиште округа је град Јејтс Сентер.

## Демографија
Према попису становништва из 2010. у округу је живело 3.309 становника, што је 479 (12,6%) становника мање него 2000. године.
| Група             | 2000.         | 2010.         |
| Белци             | 3.645 (96,2%) | 3.139 (94,9%) |
| Афроамериканци    | 31 (0,8%)     | 12 (0,4%)     |
| Азијати           | 2 (0,1%)      | 2 (0,1%)      |
| Хиспаноамериканци | 52 (1,4%)     | 69 (2,1%)     |
| Укупно            | 3.788         | 3.309         |